# Saison NBA 1968-1969
Navigation
Saison 1967-1968 Saison 1969-1970
La saison NBA 1968-1969 est la 20e saison de la NBA (la 23e en comptant les trois saisons de BAA). Elle se termine sur la victoire des Celtics de Boston face aux Los Angeles Lakers 4 victoires à 3 lors des Finales NBA.

## Faits notables
- Le All-Star Game 1969 s'est déroulé au Baltimore Civic Center, à Baltimore, où les All-Star de l'Est ont battu les All-Star de l'Ouest 123-112. Oscar Robertson (Cincinnati Royals) a été élu Most Valuable Player.
- Les Phoenix Suns et les Milwaukee Bucks intègrent la NBA portant le nombre d'équipes dans la ligue à 14.
- Les Hawks déménagent de Saint-Louis à Atlanta.
- Le trophée de MVP des Finales est décerné pour la première fois. Il est attribué à Jerry West devenant le premier et, à ce jour, le seul joueur à avoir reçu ce trophée tout en étant membre de l'équipe battue lors des Finales.
- Wilt Chamberlain réalise encore un quadruplé et devient le joueur qui compte le plus grand nombre de titre de meilleur rebondeur NBA avec 8 titres (toujours invaincu).
- Wes Unseld devient avec Wilt Chamberlain le seul joueur de l'histoire de la NBA à être Most Valuable Player et Rookie of the Year.
- Elvin Hayes devient le deuxième rookie de l'histoire de la NBA, après Chamberlain, à être le meilleur marqueur de la saison avec 28,4 points par match.

## Classement final
| Champion de division | Qualifié pour les playoffs | Éliminé des playoffs |

| Division Est          | V  | D  | PCT  | GB |
| --------------------- | -- | -- | ---- | -- |
| Bullets de Baltimore  | 57 | 25 | 69.5 | -  |
| 76ers de Philadelphie | 55 | 27 | 67.1 | 2  |
| Knicks de New York    | 54 | 28 | 65.9 | 3  |
| Celtics de Boston C   | 48 | 34 | 58.5 | 9  |
| Royals de Cincinnati  | 41 | 41 | 50.0 | 16 |
| Pistons de Détroit    | 32 | 50 | 39.0 | 25 |
| Bucks de Milwaukee    | 27 | 55 | 32.9 | 30 |

| Division Ouest            | V  | D  | PCT  | GB |
| ------------------------- | -- | -- | ---- | -- |
| Lakers de Los Angeles     | 55 | 27 | 67.1 | -  |
| Hawks d'Atlanta           | 48 | 34 | 58.5 | 7  |
| Warriors de San Francisco | 41 | 41 | 50.0 | 14 |
| Rockets de San Diego      | 37 | 45 | 45.1 | 18 |
| Bulls de Chicago          | 33 | 49 | 40.2 | 22 |
| SuperSonics de Seattle    | 30 | 52 | 36.6 | 25 |
| Suns de Phoenix           | 16 | 66 | 19.5 | 39 |

C - Champions NBA

## Play-offs
|  | Demi-finales de Division | Demi-finales de Division  | Demi-finales de Division |                       |   | Finales de Division   | Finales de Division | Finales de Division |  |  | Finales NBA | Finales NBA       | Finales NBA |
|  |                          |                           |                          |                       |   |                       |                     |                     |  |  |             |                   |             |
|  | 1                        | Bullets de Baltimore      | 0                        |                       |   |                       |                     |                     |  |  |             |                   |             |
|  | 3                        | Knicks de New York        | 4                        |                       |   |                       |                     |                     |  |  |             |                   |             |
|  | 3                        | Knicks de New York        | 4                        |                       | 3 | Knicks de New York    | 2                   |                     |  |  |             |                   |             |
|  | Division Est             |                           |                          |                       | 3 | Knicks de New York    | 2                   |                     |  |  |             |                   |             |
|  |                          |                           | 4                        | Celtics de Boston     | 4 |                       |                     |                     |  |  |             |                   |             |
|  | 4                        | Celtics de Boston         | 4                        | Celtics de Boston     | 4 | 4                     |                     |                     |  |  |             |                   |             |
|  | 4                        | Celtics de Boston         |                          |                       |   | 4                     |                     |                     |  |  |             |                   |             |
|  | 2                        | 76ers de Philadelphie     | 1                        |                       |   |                       |                     |                     |  |  |             |                   |             |
|  |                          |                           |                          |                       |   |                       |                     |                     |  |  | E4          | Celtics de Boston | 4           |
|  |                          |                           | O1                       | Lakers de Los Angeles | 3 |                       |                     |                     |  |  |             |                   |             |
|  | 1                        | Lakers de Los Angeles     | 4                        |                       |   |                       |                     |                     |  |  |             |                   |             |
|  | 3                        | Warriors de San Francisco | 2                        |                       |   |                       |                     |                     |  |  |             |                   |             |
|  | 3                        | Warriors de San Francisco | 2                        |                       | 1 | Lakers de Los Angeles | 4                   |                     |  |  |             |                   |             |
|  | Division Ouest           |                           |                          |                       | 1 | Lakers de Los Angeles | 4                   |                     |  |  |             |                   |             |
|  |                          |                           | 1                        | Hawks d'Atlanta       | 1 |                       |                     |                     |  |  |             |                   |             |
|  | 4                        | Clippers de San Diego     | 1                        | Hawks d'Atlanta       | 1 | 3                     |                     |                     |  |  |             |                   |             |
|  | 4                        | Clippers de San Diego     |                          |                       |   | 3                     |                     |                     |  |  |             |                   |             |
|  | 2                        | Hawks d'Atlanta           | 4                        |                       |   |                       |                     |                     |  |  |             |                   |             |

### Division Ouest

#### Demi-finales de Division
Hawks d'Atlanta contre San Diego Rockets :
Les Hawks remportent la série 4-2
- Game 1 @ Atlanta: Atlanta 107, San Diego 98
- Game 2 @ Atlanta: Atlanta 116, San Diego 114
- Game 3 @ San Diego: San Diego 104, Atlanta 97
- Game 4 @ San Diego: San Diego 114, San Diego 112
- Game 5 @ Atlanta: Atlanta 112, San Diego 101
- Game 6 @ San Diego: Atlanta 108, San Diego 106

Los Angeles Lakers contre San Francisco Warriors :
Les Lakers remportent la série 4-2
- Game 1 @ Los Angeles: San Francisco 99, Los Angeles 94
- Game 2 @ Los Angeles: San Francisco 107, Los Angeles 101
- Game 3 @ San Francisco: Los Angeles 115, San Francisco 98
- Game 4 @ San Francisco: Los Angeles 103, San Francisco 88
- Game 5 @ Los Angeles: Los Angeles 103, San Francisco 98
- Game 6 @ San Francisco: Los Angeles 118, San Francisco 78

#### Finale de Division
Los Angeles Lakers contre Hawks d'Atlanta :
Les Lakers remportent la série 4-1
- Game 1 @ Los Angeles: Los Angeles 95, Atlanta 93
- Game 2 @ Los Angeles: Los Angeles 104, Atlanta 102
- Game 3 @ Atlanta: Atlanta 99, Los Angeles 80
- Game 4 @ Atlanta: Los Angeles 100, Atlanta 85
- Game 5 @ Los Angeles: Los Angeles 104, Atlanta 96

### Division Est

#### Demi-finales de Division
Celtics de Boston contre Philadelphia 76ers :
Les Celtics remportent la série 4-1
- Game 1 @ Philadelphia: Boston 114, Philadelphia 100
- Game 2 @ Boston: Boston 134, Philadelphia 103
- Game 3 @ Philadelphia: Boston 125, Philadelphia 118
- Game 4 @ Boston: Philadelphia 119, Boston 116
- Game 5 @ Philadelphia: Boston 93, Philadelphia 90

Knicks de New York contre Baltimore Bullets :
Les Knicks remportent la série 4-0
- Game 1 @ Baltimore: New York 113, Baltimore 101
- Game 2 @ New York: New York 107, Baltimore 91
- Game 3 @ Baltimore: New York 119, Baltimore 116
- Game 4 @ New York: New York 115, Baltimore 108

#### Finale de Division
Celtics de Boston contre Knicks de New York :
Les Celtics remportent la série 4-2
- Game 1 @ New York: Boston 108, New York 100
- Game 2 @ Boston: Boston 112, New York 97
- Game 3 @ New York: New York 101, Boston 91
- Game 4 @ Boston: Boston 97, Boston 96
- Game 5 @ New York: New York 112, Boston 104
- Game 6 @ Boston: Boston 106, New York 105

### Finales NBA
Celtics de Boston contre Los Angeles Lakers
Les Celtics remportent la série 4-3
- Game 1 @ Los Angeles: Los Angeles 120, Boston 118
- Game 2 @ Los Angeles: Los Angeles 118, Boston 112
- Game 3 @ Boston: Boston 111, Los Angeles 105
- Game 4 @ Boston: Boston 89, Los Angeles 88
- Game 5 @ Los Angeles: Los Angeles 117, Boston 104
- Game 6 @ Boston: Boston 99, Los Angeles 90
- Game 7 @ Los Angeles: Boston 108, Los Angeles 106

## Leaders de la saison régulière
| Catégorie                  | Joueur           | Équipe             | Statistique |
| -------------------------- | ---------------- | ------------------ | ----------- |
| Points par match           | Elvin Hayes      | San Diego Rockets  | 28,4        |
| Rebonds par match          | Wilt Chamberlain | Los Angeles Lakers | 21,1        |
| Passes décisives par match | Oscar Robertson  | Cincinnati Royals  | 9,8         |
| % à 2 points               | Wilt Chamberlain | Los Angeles Lakers | 58,3        |
| % aux lancers francs       | Larry Siegfried  | Celtics de Boston  | 86,4        |

## Récompenses individuelles
- NBA Most Valuable Player : Wes Unseld, Baltimore Bullets
- NBA Rookie of the Year : Wes Unseld, Baltimore Bullets
- NBA Coach of the Year : Gene Shue, Baltimore Bullets

- All-NBA First Team :
  - Billy Cunningham, Philadelphia 76ers
  - Elgin Baylor, Los Angeles Lakers
  - Wes Unseld, Baltimore Bullets
  - Earl Monroe, Baltimore Bullets
  - Oscar Robertson, Cincinnati Royals

- All-NBA Second Team :
  - John Havlicek, Celtics de Boston
  - Dave DeBusschere, Knicks de New York/Detroit Pistons
  - Willis Reed, Knicks de New York
  - Hal Greer, Philadelphia 76ers
  - Jerry West, Los Angeles Lakers

- NBA All-Rookie Team :
  - Gary Gregor, Phoenix Suns
  - Wes Unseld, Baltimore Bullets
  - Elvin Hayes, San Diego Rockets
  - Art Harris, Seattle SuperSonics
  - Bill Hewitt, Los Angeles Lakers

- NBA All-Defensive First Team :
  - Dave DeBusschere, Knicks de New York
  - Nate Thurmond, San Francisco Warriors
  - Bill Russell, Celtics de Boston
  - Walt Frazier, Knicks de New York
  - Jerry Sloan, Chicago Bulls

- NBA All-Defensive Second Team :
  - Rudy LaRusso, San Francisco Warriors
  - Tom Sanders, Celtics de Boston
  - John Havlicek, Celtics de Boston
  - Jerry West, Los Angeles Lakers
  - Bill Bridges, Hawks d'Atlanta

- MVP des Finales : Jerry West, Los Angeles Lakers